# Crossways (Aiken)
Crossways, también conocido como Henry Place, es una residencia histórica ubicada en Aiken, Carolina del Sur, Estados Unidos.

## Historia
La casa de plantación de dos pisos que exhibe elementos del estilo neogriego y victoriano tardío fue construida en 1868. La casa original tenía dos pisos con tres habitaciones de 6x6 metros cada una. Se agregó una adición de un piso al sur o a la parte trasera e la casa entre 1865 y 1900. Fue incluido en el Registro Nacional de Lugares Históricos en 1997.